# آمار اجتماعی
آمار اجتماعی (انگلیسی: Social statistics) استفاده از سامانه‌های اندازه‌گیری آماری برای مطالعه رفتارهای بشری در محیط اجتماع است. این کار از طریق نظرسنجی، سنجش داده‌های مربوط به گروهی از افراد یا با مشاهده و ارزیابی آماری مجموعه‌ای از داده‌ها که به مردم و رفتارهایشان مرتبط است، ممکن می‌شود.
دانشمندان علوم اجتماعی برای اهداف مختلفی از از آمار اجتماعی استفاده می‌کنند. از جمله آن‌ها می‌توان به
, ارزیابی کیفیت خدمات موجود در یک گروه یا سازمان،
, تجزیه و تحلیل رفتار گروهی از افراد در محیط و شرایط ویژه خودشان،
, تعیین خواسته‌های افراد از طریق نمونه‌گیری آماری.

## تفسیر داده‌ها
داده اطلاعات به‌دست آمده از یک‌سری عملیات می‌باشد. روزانه اطلاعات زیادی در مورد مردم و گروه‌های اجتماعی و سازمان‌ها جمع‌آوری می‌شود که کار آمارگیرهای اجتماعی معنا دادن به این حجم بالا از اطلاعات و تفسیر و نتیجه‌گیری از آن‌ها می‌باشد. آمار شامل عددها، خلاصه‌ای از الگوها و احتمال‌ها می‌باشد. تفسیر آمار شامل طراحی و جمع کردن داده‌ها می‌باشد.
آمار اجتماعی برای بررسی بهتر معمولاً از روش مقایسه با داده‌های قبلی نیز استفاده می‌کند. مثلاً در بررسی تأثیر کمک‌های مالی دولت در میزان فقر جامعه.
همچنین از روش الگوگیری استفاده می‌کند. اینگونه که نتیجه‌های به‌دست آمده از تست‌های آماری و تکنیک‌های مدل‌گیری برای یک نمونهٔ کوچک می‌تواند برای جامعه‌ای بزرگتر در نظر گرفته‌شود.

## نمونه و جامعه
جامعه و نمونه دو مفهوم اساسی آمار می‌باشند. جامعه به مجموع همه افراد یا شی‌هایی گفته می‌شود که در مطالعه آماری با آن‌ها سرکار داریم. نمونه قسمتی از جامعه می‌باشد که اطلاعات را از آن‌ها جمع‌آوری می‌کنیم.

## آمار اجتماعی در زندگی حقیقی
سازمان ملل متحد دارای بخشی به نام بخش آمار اجتماعی است که تفاوت میان گروه‌های اجتماعی و کشورها را در مواردی مثل سلامت ٫ شرایط کاری، تحصیل و اسکان بررسی می‌کند.
همچنین توجه ویژه‌ای به گروه‌های خاص مردم مثل بچه‌ها، افراد سالمند و افراد ناتوان دارد.

## کاربرد آمار در جامعه‌شناسی
جامعه‌شناسی شامل تمام تفکرات علمی پیرامون انسان در جامعه می‌باشد. پس ارتباط عمیقی با موضوع‌هایی مثل اقتصاد٫ تاریخ، قوانین اجتماعی٫ روان‌شناسی و تحصیل دارد. در هر کدام از شاخه‌های بالا محققان راه‌های بسیاری برای مقابله با مشکلات یافته‌اند و آنچه مهمتر است کاربرد آمار در بررسی کارامدی هر یک از راه‌حل‌های زیر می‌باشد. میزان پیشرفت بررسی‌های آماری در شاخه‌های مختلف متفاوت می‌باشد. یعنی در بعضی از شاخه‌های بالا پیشرفت بسیاری داشته و در بعضی از آن‌ها پیشرفت کمتری داشته.
علت این را می‌توان در میزان اطلاعت در دسترس جویا شد. میزان اطلاعات موجود و همچنین میزان کارامدی اطلاعات موجود بسیار مهم می‌باشد.
مورد دیگری که در میزان پیشرفت تأثیر داشته میزان علاقهٔ مردم به مطالعه آماری در مورد آن شاخه می‌باشد.
برای انجام مطالعه آماری محققان از تئوری آماری و روش‌های مشخص استفاده می‌کنند. شامل بررسی و اندازه‌گیری ، خلاصه‌سازی ، ارتباط دادن و نمونه‌گیری می‌باشد. پس تقریباً همه آمارگیری‌ها روند یکسانی دارند و میزان سختی آن‌ها مشابه می‌باشد و سختی آمارگیری تأثیری در میزان پیشرفت آن ندارد.